# バリー・ワーズワース
バリー・ワーズワース（Barry Wordsworth, 1948年2月20日 -　）は、イギリスの指揮者。主にバレエ音楽の分野で指揮者として活躍する。

## 略歴
イングランド南東部のサリー州ウスターパーク（現在はサットン・ロンドン特別区の一部）に生まれる。王立音楽院でエイドリアン・ボールトに指揮を、アムステルダムでグスタフ・レオンハルトにチェンバロを学び、マルタンのチェンバロ協奏曲を弾いてデビューした。
1973年にロイヤル・バレエ団のツアー同行オーケストラで副指揮者を務め、翌年サドラーズ・ウェルズ・ロイヤル・バレエ団（現バーミンガム・ロイヤル・バレエ団）の首席指揮者を経験。1989年にブライトン・フィルハーモニー管弦楽団の首席指揮者となり、同年にBBCコンサート・オーケストラの首席指揮者、2006年より桂冠指揮者を歴任。1990年から1995年までロイヤル・バレエ団の音楽監督をつとめ、2007年に再び就任。また2005年から2008年にはバーミンガム・ロイヤル・バレエ団の音楽監督となった。その他、イギリス各地のオーケストラに客演している。
1993年にはBBCプロムス最終夜（The Last Night of the Proms）で指揮。パリ・オペラ座バレエ団の「マノン」を指揮、2002年には東京の新国立劇場バレエにも客演している。ロンドン交響楽団を指揮し、ブリン・ターフェルと協演したアルバム「シンプル・ギフト」が2007年の第49回グラミー賞を獲得した。
また彼はブライトン大学、バーミンガム市立大学の名誉博士号を持ち、2006年にはトリニティ音楽院の名誉研究員（Honorary Fellow）に任じられている。

## 評価
メーシーサイド学生オーケストラで指揮者を務めていたサイモン・ラトルは、事務局長のエドワード・スミスとともに、1970年から1972年にかけて指揮者によるセミナーを実施していたが、ワーズワースは1972年に参加した。他にもハワード・ウィリアムズ、ティム・レイニッシュ、コリン・マシューズ、マーク・エルダー、ジェイムズ・ジャッド、アントニー・ボーモントが登場しているが、スミスはこれらの指揮者を「良質なメンバー」と評している。
また、音楽評論家の平林直哉は、ワーズワースについて「派手さはないが、常に高水準の演奏を維持している逸材」と評している。